# Romeo Surdu
Romeo Constantin Surdu (* 12. Januar 1984 in Râșnov, Kreis Brașov) ist ein ehemaliger rumänischer Fußballspieler und heutiger -trainer.

## Als Spieler

### Verein
Surdu begann seine Karriere beim FC Brașov in der Divizia A. Am 3. November 2001 gab er sein Debüt in der Divizia A, als er bei der 0:1-Sieg gegen Ceahlăul Piatra Neamț spielte. 2005 wechselte er für ca. 450.000 Euro zu CFR Cluj. Nach zwei Saisonen wechselte er 2007 für ca. 1 Mio. Euro zu Steaua Bukarest. Am 12. November 2007 gab er sein Debüt für Steaua Bukarest, als er beim 0:0-Unentschieden gegen Pandurii Târgu Jiu für Vasilică Cristocea in der 46. Spielminute eingewechselt wurde. 2008 wurde er an den FC Brașov verliehen. 2009 kehrte er wieder zu Steaua Bukarest zurück. Am Ende der Saison 2010/11 gewann er mit dem Pokalsieg seinen ersten Titel.
In der Sommerpause schloss er sich dem Lokalrivalen Rapid Bukarest an. Mit Rapid schloss er die Spielzeit 2011/12 auf dem vierten Platz ab und qualifizierte sich für die Europa League. Gleichzeitig stand er erneut im Pokalfinale, unterlag dort aber Dinamo Bukarest mit 0:1. In der Winterpause 2012/13 verließ er Rumänien und wechselte zu Apollon Limassol nach Zypern. Dort konnte er den zyprischen Pokal 2013 gewinnen. Anfang September 2013 kehrte er nach Rumänien zum FC Brașov zurück. Nach einem Jahr wechselte er zum FC Milsami in die Republik Moldau. Dort erzielte er in der Saison 2014/15 elf Tore und gewann mit seinem Team die Meisterschaft. Die Vorbereitung auf die Spielzeit 2015/16 verpasste er verletzungsbedingt ebenso wie die Play-offs zur Europa League. Nach seiner Rückkehr war er für wenige Spiele Mannschaftskapitän.
Im Sommer 2016 verließ er Milsami und wechselte zum rumänischen Erstligisten ASA Târgu Mureș. Anfang 2017 löste er seinen Vertrag wieder auf. Er schloss sich kurze Zeit später dem unterklassigen belgischen Klub RWD Molenbeek 47 an. Sechs Monate später kehrte er dann zu seinem ehemaligen Verein FC Milsami zurück. 2019 ging er d wieder in seine Heimat Rumänien und spielte bei kurzzeitig für Farul Constanța. Anschließend war Surdu bis zu seinem Karriere im Dezember 2020 noch im Amateurbereich aktiv.

### Nationalmannschaft
Surdu kam von 2003 bis 2006 zu mehreren Einsätzen in der rumänischen U-19 und U-21. Im Jahr 2009 bestritt er dann seine ersten drei Spiele für die A-Nationalmannschaft. Nach zwei Jahren Pause kehrte Surdu im Juni 2011 in die nationale Auswahl zurück und kam sowohl im EM-Qualifikationsspiel gegen Bosnien-Herzegowina als auch auf der Südamerikareise des Nationalteams zum Einsatz.

### Erfolge
- Moldauischer Meister: 2015
- Rumänischer Pokalsieger: 2011
- Zyprischer Pokalsieger: 2013

## Als Trainer
Nachdem er Anfang 2020 einen Monat seinen ehemaligen Verein FC Milsami betreute, ging Surdu anschließend weiter zum heimischen Amateurverein CS Olimpic Cetate Râșnov. Seit dem Sommer 2021 ist er unter Ilie Stan Co-Trainer des Zweitligisten AS SR Brașov.